# Trox morticinii
Trox morticinii es una especie de escarabajo del género Trox, familia Trogidae. Fue descrita científicamente por Pallas en 1781.
Se distribuye por la región paleártica. Habita en Kirguistán, Turkmenistán, Kazajistán, Siberia y China (Sinkiang).